# جورج فرند
جورج فرند (انگلیسی: George Friend؛ زادهٔ ۱۹ اکتبر ۱۹۸۷) یک ورزشکار، و بازیکن فوتبال اهل بریتانیا است.